# Tschernomorez Noworossijsk
Der FK Tschernomorez Noworossijsk (russisch ФК «Черноморец» Новороссийск, wiss. Transliteration FK Černomorec Novorossijsk) ist ein russischer Fußballverein aus der südrussischen Hafenstadt Noworossijsk. Der Club spielt in der zweitklassigen Perwenstwo FNL.

## Geschichte
Im Jahr 1907 ist der Fußballclub als „Olympija Noworossijsk“ gegründet worden. 1917 wurde der Club jedoch aufgelöst. Der Verein wurde im Jahr 1960 als Zement Noworossijsk neu gegründet und trat unter diesem Namen in den Jahren 1960–1969 und 1978–1991 an. Von 1970 bis 1977 hieß der Verein Trud Noworossijsk, 1992 und 1993 Gekris Noworossijsk und ab 2005 FK Noworossijsk. Tschernomorez leitet sich von dem slawischen Namen des Schwarzen Meeres – Tschornoje Morje ab und bedeutet Bewohner der Schwarzmeerküste.
Von 1960 bis 1970 spielte der Verein in Klasse B des Sowjetfußballs. Anschließend nahm er bis 1978 nicht mehr an Sowjetmeisterschaften teil und stieg in der zweiten sowjetischen Liga wieder in den Ligabetrieb ein. Dort spielte er bis zur Auflösung der Sowjetunion und durfte anschließend 1992 in die zweitklassige 1. Division eintreten. Dort spielte er drei Jahre. Zunächst wurde der Verein Dritter im Jahr 1992, um anschließend im Jahre 1993 trotz Gruppensieges im anschließenden Aufstiegsturnier zu scheitern. Durch den Sieg in der neuen 1. Division erreichte er jedoch 1994 den automatischen Aufstieg.
Tschernomorez war in der Obersten Division von 1995 bis 2001. Seine beste Platzierung war der 6. Platz, den er 1997 und 2000 erreichen konnte. Er durfte im UEFA-Pokal 2001/02 antreten, scheiterte jedoch bereits in der ersten Runde am spanischen Verein FC Valencia.
Nach dem Abstieg 2001 gelang nur ein Jahr später der direkte Wiederaufstieg, um bereits in der Saison 2003 später wieder den Gang in die 1. Division antreten zu müssen. Nach der Saison 2004 wurde dem Club die Profi-Lizenz verweigert. Somit wurde der Verein neuorganisiert und in FK Noworossijsk umbenannt. Zur Saison 2005 musste die Mannschaft in der Amateurliga antreten. Noch während der Saison wurde der ursprüngliche Name Tschernomorez wieder eingeführt. Die Mannschaft gewann die Süd-Gruppe und wurde im Finalturnier Amateurmeister Russlands. Nach einem 3. Platz im Jahr 2006 in der 2. Division gelang im Jahr 2007 mit dem ersten Tabellenplatz der Wiederaufstieg in die 1. Division, wo ein Jahr später der 9. Platz erreicht werden konnte. In der Spielzeit 2009 reichte es nur für den 18. Platz. Somit stieg der Verein ab und spielte 2010 in der 2. Division „Süd“. In dieser Saison gelang jedoch der sofortige Wiederaufstieg. In der langen Saison 2011/12, in der die Angleichung der bisher üblichen Spielzeit von März bis November an das System der großen europäischen Ligen vollzogen wurde, reichte es am Ende nur zu einem 18. Platz. Daraufhin spielt Noworossijsk nun wieder in der 2. Division. In der Saison 2022/23 stieg der verein als erster in die Firstleague auf.

## Erfolge
- Meister der 1. Division: 1993, 1994
- Meister der 2. Division: 2007, 2010

## Ehemalige Spieler
- Lew Beresner
- Schamil Bursijew
- Wladimir But
- Serghei Cleșcenco
- Sergei Filippenkow
- Roman Gerus
- Jafar Irismetov
- Oleg Kusmin
- Denis Popow
- Nerijus Radžius
- Alphonse Tchami
- Alexander Tichonowezki
- Roman Monarow

## Bekannte ehemalige Trainer
- Wladimir Fedotow